# SPACE 40

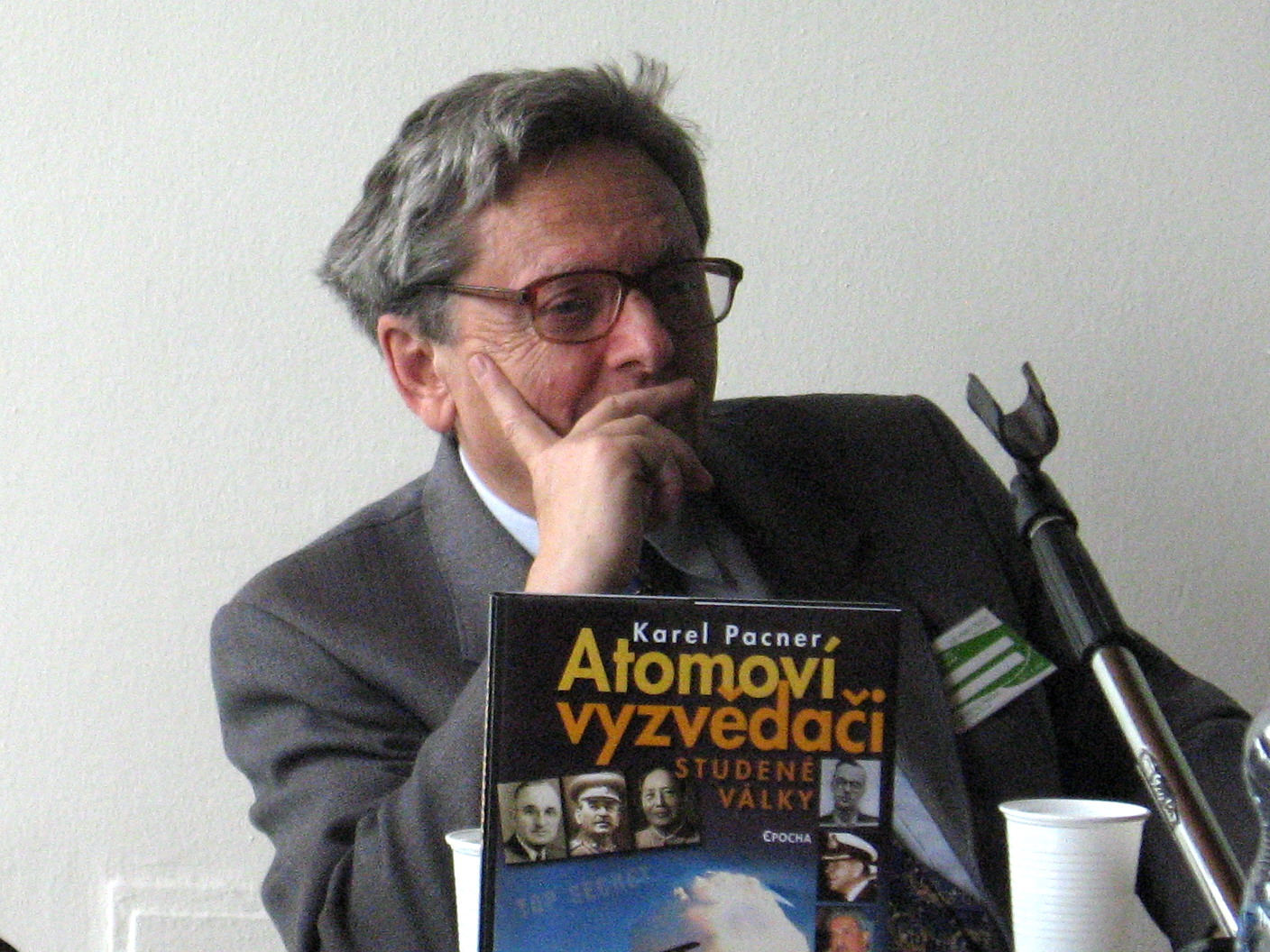
Antonín Vítek, otec encyklopedie

SPACE 40 je specializovaná encyklopedie kosmonautiky. Obsahuje seznam všech úspěšných kosmických startů od prvního Sputniku v roce 1957 do současnosti a základní popis všech takto vynesených družic a kosmických sond. Připojen je i stručný přehled  nosných raket, kosmodromů a astronautů. 
Zakladatelem encyklopedie a jejím hlavním autorem byl od jejího vzniku v roce 1997 až do své smrti Antonín Vítek. Za SPACE 40 získal v roce 2009 cenu Littera Astronomica, kterou mu udělila Česká astronomická společnost.